# Doctrine de la nécessité

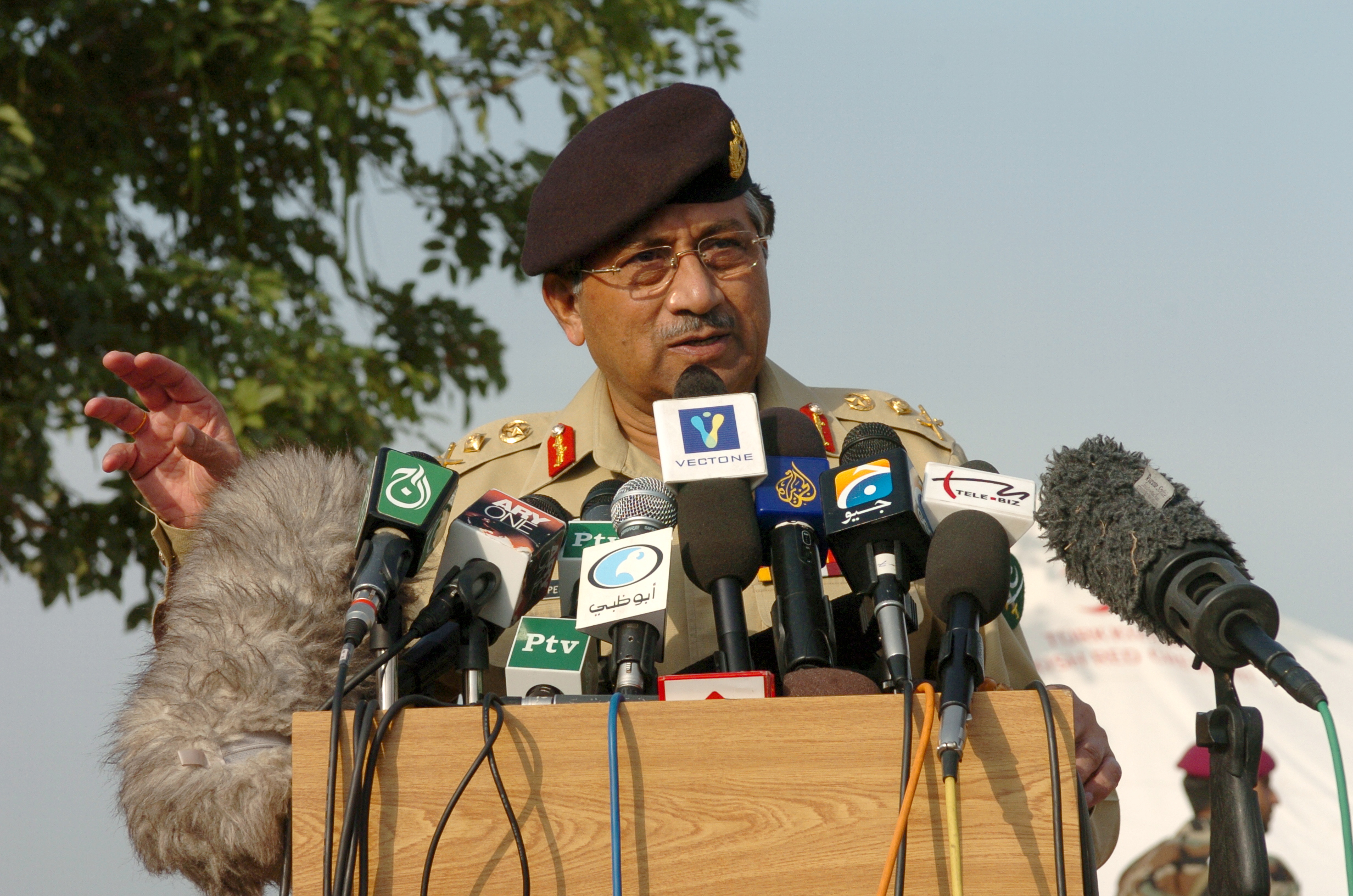
La « nécessité » a enraciné le pouvoir du général Pervez Musharraf.

La doctrine de la nécessité est un principe politique et une position de jurisprudence, développée pour la première fois en 1955 au Pakistan, visant à légaliser a posteriori des actions exécutives contraires à la Constitution ou à la loi. Elle a été également utilisée à Grenade en 1985 et au Nigeria en 2010.
Les tenants de cette doctrine se sont notamment appuyés sur des principes plus anciens comme celui de Henry de Bracton de « légalité par nécessité ».

## Pakistan

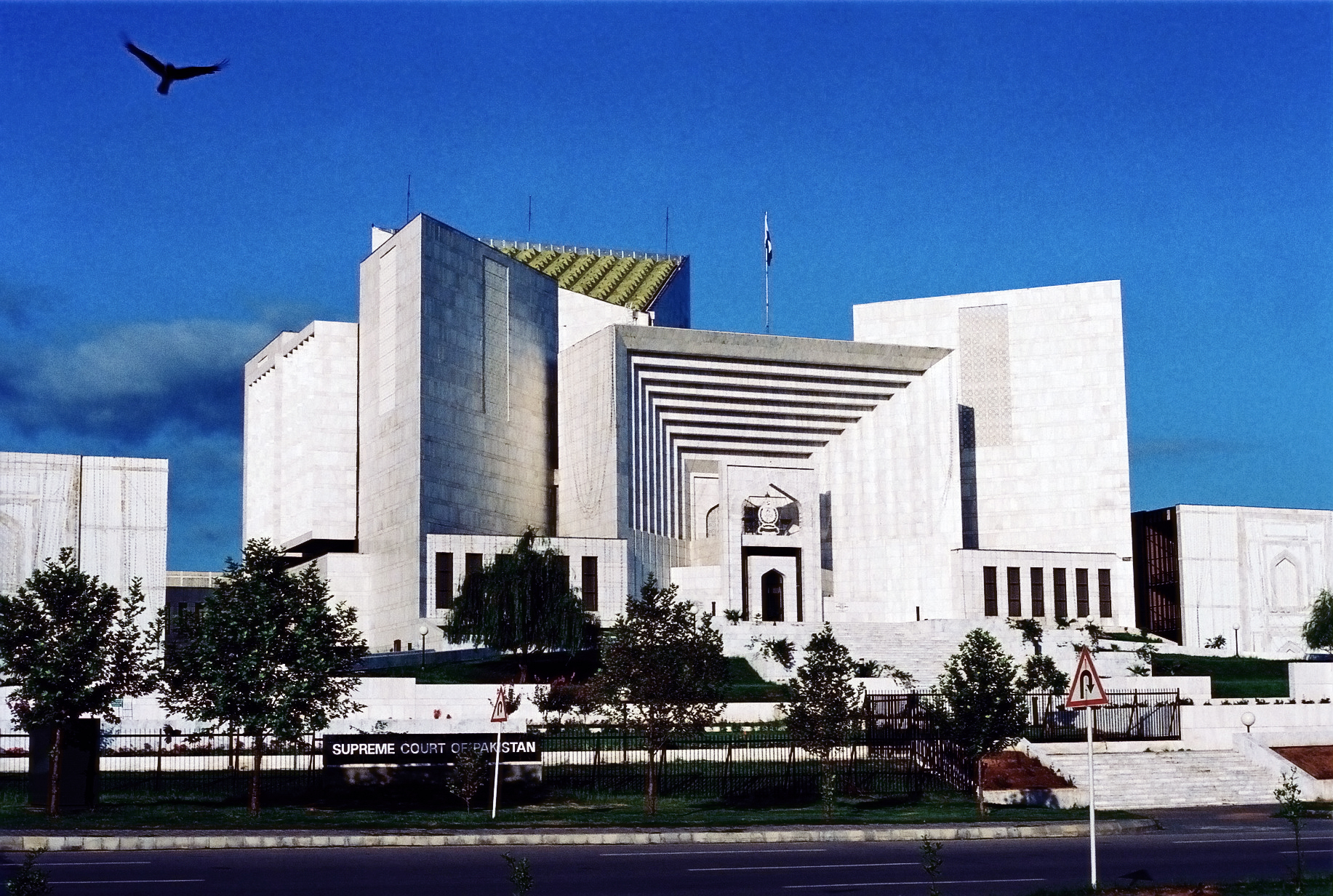
La Cour suprême du Pakistan.

Le 24 octobre 1954, le gouverneur général du Pakistan Malik Ghulam Muhammad dissout l'Assemblée constituante du Pakistan, en l'absence de toute base légale, notamment en vertu des lois constitutionnelles intérimaires en vigueur, à savoir le Government of India Act de 1935 et la loi sur l'indépendance indienne de 1947. En réaction, le président déchu de la chambre Maulvi Tamizuddin Khan saisit la Cour du Sind qui lui donne raison, mais le gouvernement fait appel devant la Cour fédérale. Le 16 mai 1955, la juridiction estime dans son arrêt Fédération du Pakistan contre Maulvi Tamizuddin Khan que les actions du gouverneur général étaient dictées par la nécessité.
La doctrine va alors devenir la base légale de nombreux coups de forces de l'armée pakistanaise. Lors du coup d'État de 1958 puis la prise de pouvoir par Yahya Khan 1969, contraires aux constitutions alors en vigueur, la Cour suprême semble suivre la même philosophie même si elle ne mentionne pas explicitement la doctrine de la nécessité. Dans son arrêt Bhutto contre Chef de l'armée du 10 novembre 1977, la Cour s'appuie sur la nécessité pour légaliser le coup d'État du 5 juillet 1977 du général Zia-ul-Haq. Le 12 mai 2000, c'est une Cour suprême largement remaniée par les militaires qui s'appuie sur la nécessité d’État pour légaliser le coup d'État du 12 octobre 1999 de Pervez Musharraf. Le 5 mars 2012, dans le cadre de l'accusation d'outrage au tribunal envers le Premier ministre Youssouf Raza Gilani, le Cour suprême estime que la doctrine de la nécessité consiste à juger en se basant sur d'éventuelles conséquences et que celle-ci a été « enterrée par la volonté populaire au cours de sa lutte courageuse ».

## Autres utilisations
En 1985, la doctrine de la nécessité a été utilisée par la Haute de Cour de Grenade à propos de luttes de pouvoir entourant Maurice Bishop.
En dehors du cadre juridictionnel, l'Assemblée nationale du Nigeria vote le 9 février 2010 une résolution s'appuyant sur la nécessité pour faire de Goodluck Jonathan le président par intérim et commandant des forces armées. 